# Degerby (Åland)

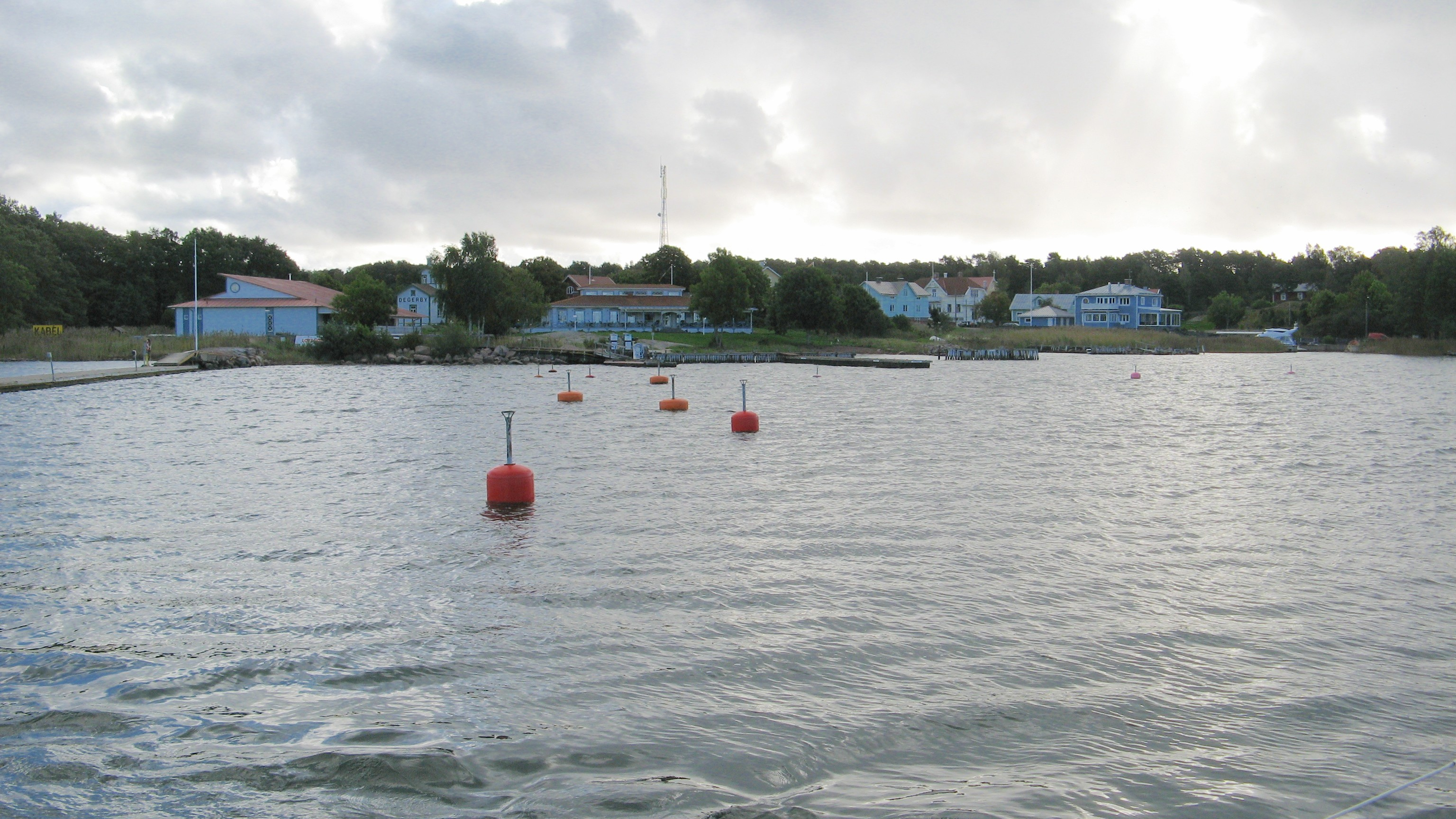
Een van de drie haventjes van Degerby.

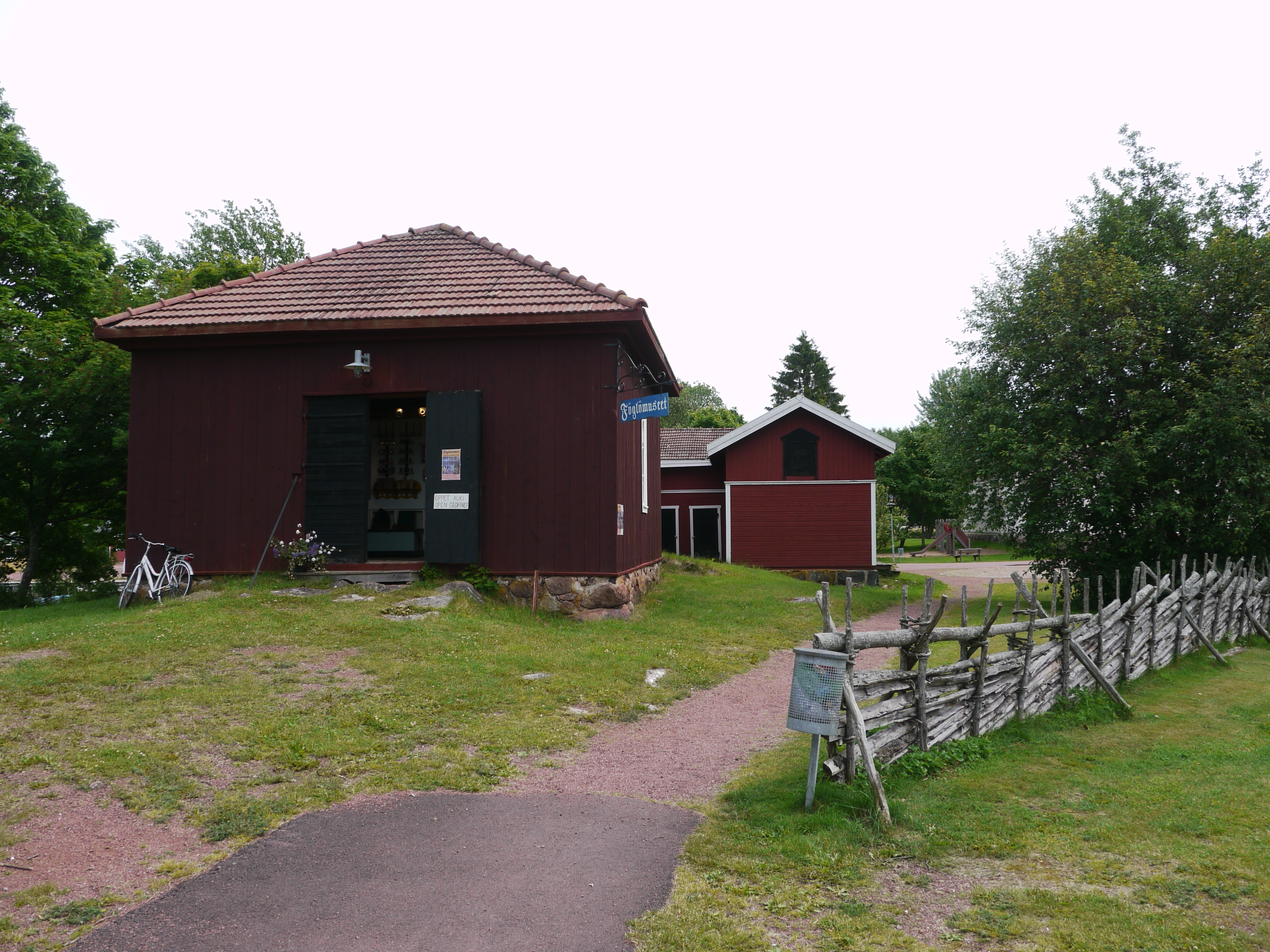
Het streekmuseum in Degerby

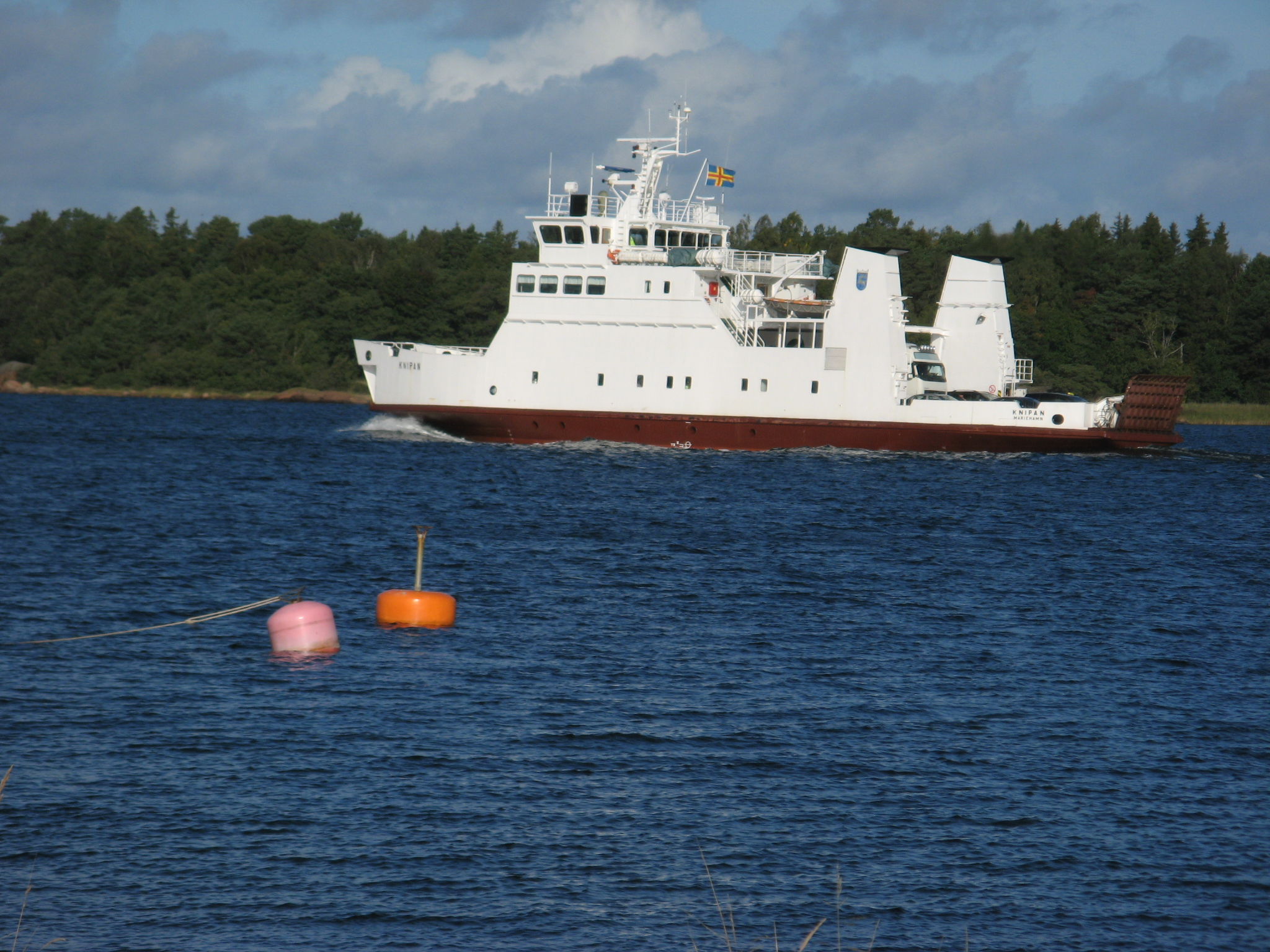
De veerboot m/s Knipan verlaat de haven van Degerby

Degerby (spreek uit: Degerbu) is de hoofdplaats van de gemeente Föglö in de autonome Finse provincie Åland. In 2023 had Degerby 153 inwoners.
In Degerby bevinden zich een streekmuseum, een supermarkt, restaurant, een café, een bank, een kleine lagere school, een toeristeninformatie en nog enkele voorzieningen. Het dorp heeft drie haventjes en een naar verhouding grote scheepswerf.
Vanuit Degerby onderhoudt de maatschappij Ålandstrafiken een van de twee veerverbindingen vanuit Föglö met het hoofdeiland van Åland. De verbinding wordt onderhouden met m/s Knipan. (De andere verbinding vertrekt vanuit Överö, op het uiterste noorden van Föglö.)

## Geschiedenis
De oudste schriftelijke bron over Degerby is een een document uit 1491, maar vermoedelijk was hier al bewoning in de 12e of 13e eeuw. In die tijd was Degerby niet meer dan een groepje van 4 of 5 boerderijen, en meerdere malen werd het voor vele jaren geheel verlaten als gevolg van oorlogen, plunderingen en misoogsten. Rond 1925 vestigde ridder Gustav Hansson Winberg (overleden ca. 1648) zich in het toen geheel verlaten dorpje. Een document uit 1623 beschrijft dat hij gedurende zes jaar geen belasting hoefde te betalen, op voorwaarde dat hij 6 boerderijen zou bouwen. Drie daarvan mocht hij dan zelf hebben en de andere drie moesten aan boeren worden overgedragen. Dis is inderdaad gebeurd, en rond 1630 was er weer sprake van een bewoond dorpje.
In de 18e eeuw werden meerdere oorlogen gevoerd tegen de Russen, en dit heeft diepe sporen nagelaten. In 1714, tijdens de Grote Noordse Oorlog, werden alle inwoners door de Russen verjaagd en het gebied werd geteisterd door hongersnood en de pest. Het duurde acht jaar voordat de oorlog voorbij was en enkele families terug konden keren. Van het dorp was toen niets meer over, en het moest helemaal opnieuw worden opgebouwd. Het leed was nog niet voorbij, want met de volgende Russisch-Zweedse Oorlog die uitbrak in 1741 was opnieuw een totale evacuatie nodig. Ditmaal bleef de bevolking maar een paar maanden weg, maar opnieuw troffen ze totale verwoesting aan toen ze terugkeerden: de Russen hadden er hun vloot gestationeerd, de boerderijen als brandhout gebruikt en het vee opgegeten.
Na de Finse Oorlog (1808-1809) was Åland, tegelijk met Finland, opnieuw in Russische handen gevallen. De Russische tsaar, Alexander I, had in 1815 besloten een douanekantoor in Degerby te vestigen. Dit leidde tot een grote verandering, omdat het bedrijvigheid aantrok: er kwamen handwerklieden, winkels, een postkantoor, banken en een loodskantoor. In de 19e eeuw groeide de plaats, dankzij de centrale ligging, de ligging aan een belangrijke waterweg en de beschutte ligging voor schepen, geleidelijk uit tot de grootste en belangrijkste plaats van Åland. Ook nadat de huidige hoofdstad Mariehamn in 1861 door diezelfde Russen gesticht was, bleef Degerby zelfs tot 1920 de grootste plaats van Åland. Maar na de onafhankelijkheid van Finland in 1918, waarbij Mariehamn in 1921 de hoofdstad van het autonome Åland werd, verminderde de betekenis van Degerby snel.